# Бесс Трумен
Елізабет Вірджинія Трумен (уроджена Воллес; 13 лютого 1885 — 18 жовтня 1982) — дружина президента Гаррі Трумена і перша леді Сполучених Штатів з 1945 по 1953 рік. Вона також була другою леді Сполучених Штатів із січня по квітень 1945 року.
Елізабет знала свого майбутнього чоловіка з дитинства, навчаючись в одній школі в Індепенденсі, штат Міссурі . Як перша леді, вона не любила суспільно-політичну сцену у Вашингтоні, і наприкінці каденції свого чоловіка в 1953 році вона з полегшенням повернулася до приватності. На даний момент вона є рекордсменом першої леді та найдовшого життя другої леді, вона прожила 97 років, 247 днів. Померла в Індепенденсі в 1982 році.

## Раннє життя, освіта та кар'єра

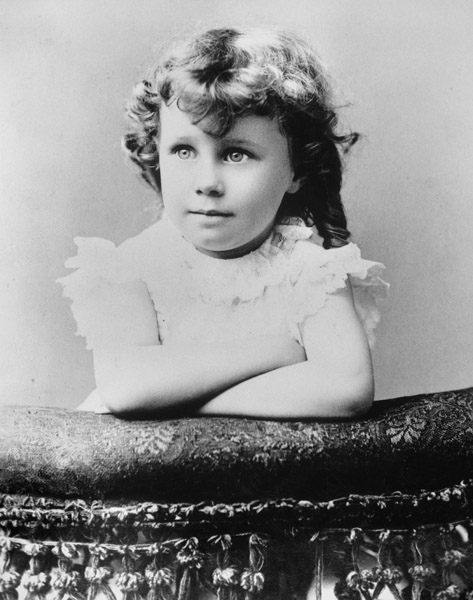
Дитячий портрет Бесс Трумен приблизно 4½ років (Бібліотека Трумена)

Бесс Трумен народилася як Елізабет Вірджинія Воллес 13 лютого 1885 року в сім'ї Маргарет Елізабет Гейтс (4 серпня 1862 — 5 грудня 1952, дочка Джорджа Портерфілда Гейтса, співзасновника компанії Wagoner Gates Milling Company) і Девіда Віллок Воллес (15 червня 1860 — 17 червня 1903, місцевий політик, син колишнього мера Індепенденса) в Індепенденсі, штат Міссурі, у дитинстві була відома як Бессі. Вона була старшою з чотирьох дітей; три брати: Френк Гейтс Воллес (4 березня 1887 — 12 серпня 1960), Джордж Портерфілд Воллес (1 травня 1892 — 24 травня 1963), Девід Фредерік Воллес (7 січня 1900 — 30 вересня 1955). У дитинстві Бесс мала репутацію карапуза. Будучи молодою жінкою, Бесс любила виражати себе через свою моду та капелюхи; подруга згадувала: «Бес завжди мала більш стильні капелюхи, ніж інші з нас, або вона носила їх більш стильно».

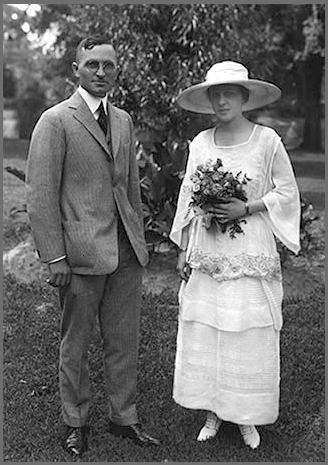
Гаррі і Бесс Трумен, 28 червня 1919 року.

Гаррі Трумен познайомився з Бесс незабаром після того, як його сім'я переїхала до Індепенденса, і вони разом відвідували школу до випуску.
Після закінчення середньої школи Вільяма Крісмана (тоді відомої як Independence High School) вона навчалася в школі міс Барстоу для дівчат у Канзас-Сіті, штат Міссурі. Коли вона не вивчала літературу чи французьку мову, Бесс грала в жіночій баскетбольній команді.
У 1903 році її батько одного ранку встав дуже рано, заліз у сімейну ванну і помер внаслідок самогубства, вистріливши собі в голову. За словами біографа Девіда Маккалоу, причина його самогубства невідома, і є припущення, що причинами є депресії або зростання боргів.
Після закінчення навчання Бесс продовжила працювати на багатьох посадах. З 1919 по 1922 рік вона була менеджеркою, бухгалтеркою галантереї Трумена-Якобсена. З 1922 по 1924 роки вона стала радницею, помічницею окружного судді, східного округу Джексон, штат Міссурі. Далі з 1926 по 1934 рік Бесс зайняла іншу посаду радниці, помічниці головуючого судді окружного суду східного округу округу Джексон, штат Міссурі. Потім у 1935—1945 роках вона працювала радницею сенатора, помічницею перш ніж стати другою леді.
Бесс і Гаррі Трумен одружилися 28 червня 1919 року в Єпископальній церкві Трініті в Індепенденсі. Гаррі залицявся за Бесс перед тим, як він пішов воювати під час Першої світової війни; він зробив пропозицію в 1911 році, але вона йому відмовила. Пізніше Трумен казав, що мав намір ще раз зробити пропозицію, але хотів заробляти більше грошей, ніж фермер. Їхня єдина дитина, Маргарет, народилася в 1924 році.

## Життя у Вашингтоні
Коли Трумен був обраний сенатором від Міссурі в 1934 році, сім'я переїхала до Вашингтона, округ Колумбія. Пані Трумен стала членом Клубу Конгресу, Сестринства PEO, Організації Об'єднаної служби H Street, а також роботи Червоного Хреста в Клубі дружин Сенату. Вона приєдналася до співробітників свого чоловіка як клеркиня, відповідаючи на особисту пошту та звіти редакційного комітету, коли він став головою спеціального комітету Сенату з розслідування програми національної оборони.
Коли Трумен погодився на роль віце-президента президента Рузвельта, Бесс була не зовсім задоволена. Вона хотіла повернутися до їхнього життя в Міссурі, але також боялася, що Рузвельт помре, зробивши її чоловіка президентом.

## Перша леді Сполучених Штатів
Бесс вважала відсутність конфіденційності в Білому домі неприємною. Як пізніше сказав її чоловік, її «не особливо цікавили» «формальності та помпезність чи штучність, які, як ми дізналися…, неминуче оточують родину президента». Незважаючи на те, що вона непохитно виконувала соціальні зобов'язання своєї посади, вона робила лише те, що вважала за потрібне. Коли Білий дім був відновлений під час другого терміну Трумена, сім'я жила в Блер-Гаусі і зводила своє соціальне життя до мінімуму. У більшість років президентства свого чоловіка місіс. Трумен не була регулярно присутня у Вашингтоні, окрім як під час світського сезону, коли очікувалася її присутність. Коли Бесс була у Вашингтоні, вона проводила щотижневі уроки іспанської мови для себе та своїх місцевих друзів.
Контраст із активісткою-попередницею Бесса Елеонорою Рузвельт був значним. На відміну від неї, Бесс провела лише одну прес-конференцію після багатьох запитів ЗМІ. Прес-конференція складалася з письмових запитань наперед, і письмові відповіді були переважно односкладовими, а також багато без коментарів. На запитання, чому вона не хоче давати прес-конференції, вона відповіла: «Я не та, кого обирають. Мені нема що сказати громадськості». Відповідь Бесс на те, чи хоче вона, щоб її донька Маргарет стала президентом, була «безперечно ні». Її відповідь на те, що вона хотіла зробити після того, як її чоловік залишив посаду, була «повернення до приватності». Відсутність взаємодії із ЗМІ була пов'язана з страхом Бесс перед громадською думкою. Вона боялася, що хтось згадає про самогубство її батька або засудить її за це минуле.
Конфіденційно Бесс була неофіційною радницею свого чоловіка, президента Трумена. Вона ніколи не говорила йому, що робити на посаді президента, але часто висловлювала свою думку з питань, у яких він не впевнений. Бесс також допомагала президенту Трумену з його промовами, включаючи його промову про доктрину Трумена. На додаток до промов, Бесс переглядала і коментувала роботу Трумена в кінці кожного дня, а також відігравав впливову роль у його кампанії 1948 року.
Як перша леді Бесс була почесною президентом дівчат-скауток, Національного демократичного клубу жінок і Вашингтонської ліги порятунку тварин. Вона була почесною головою Американського Червоного Хреста.
Бесс працювала з різними організаціями, але вона ніколи не створювала основну справу, на якій зосередилася б, як це роблять багато перших леді.
У 1953 році Трумани повернулися в Індепенденс і в сімейний будинок на Норт-Делавер-стріт, 219, де колишній президент працював над створенням своєї бібліотеки та написанням своїх мемуарів. Бесс повністю одужала після мастектомії 1959 року, під час якої лікарі видалили велику, але доброякісну пухлину.

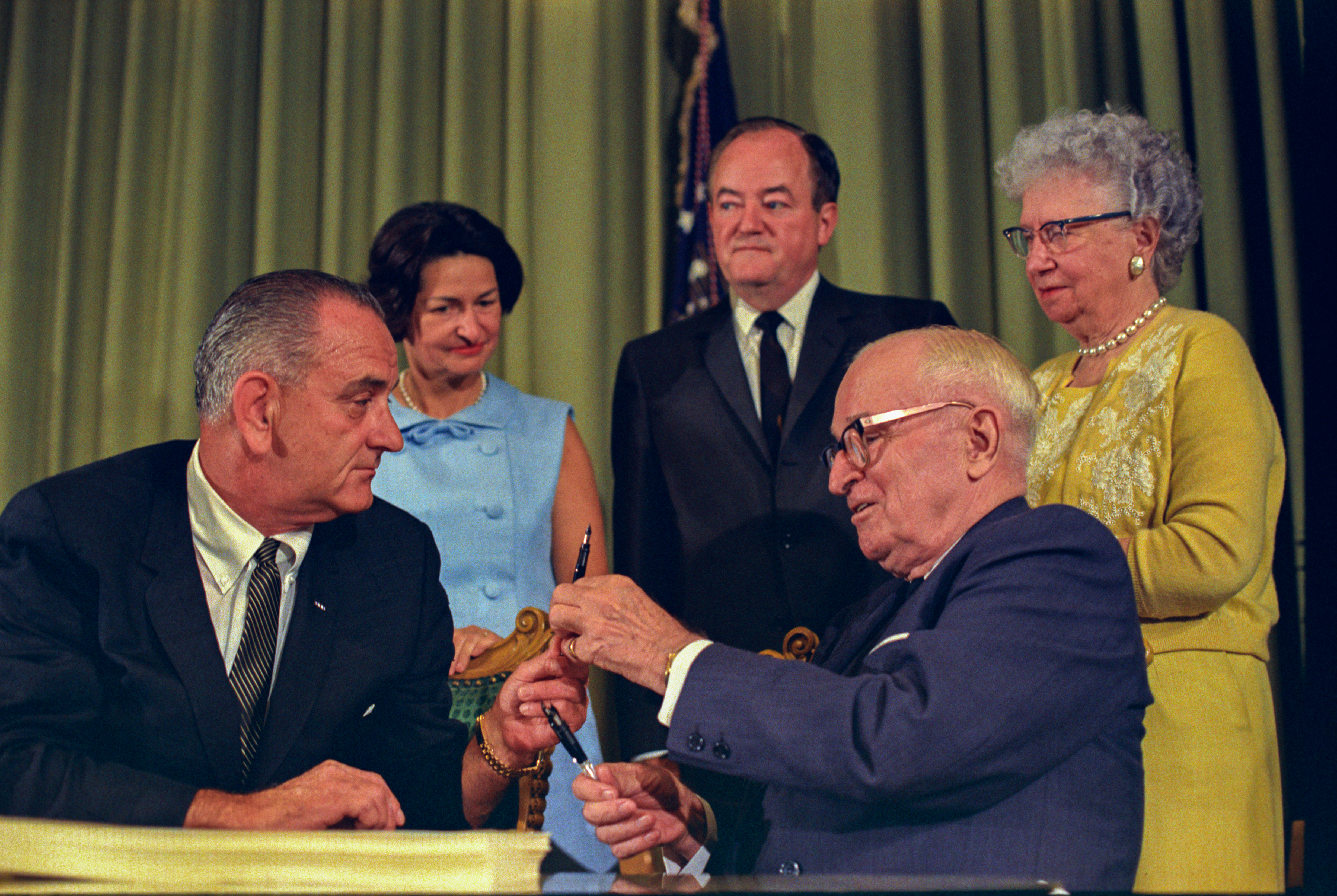
Президент Джонсон вручає колишньому президенту Трумену ручку, використану для підписання законопроєкту про медичну допомогу, а Бесс, леді Берд Джонсон і віце-президент Хамфрі дивляться.

Коли президент Ліндон Джонсон підписав закон про Мдікер у 1965 році, Трумени були першими громадянами похилого віку, які отримали картки Медікару, подаровані їм Джонсоном у бібліотеці Трумена.

## Антисемітизм
У 1961 році Девід Сасскінд провів серію інтерв'ю з колишнім президентом Труменом в Independence. Забравши Трумена в його будинку, щоб відвезти його до Президентської бібліотеки Трумена на інтерв'ю протягом кількох днів, Саскінд запитав Трумена, чому його не запросили додому. За словами президентського історика Майкла Беслосса, Трумен категорично сказав Сасскінду: «Це будинок Бесс» і що там ніколи не було і не буде єврейського гостя.

## Реєстрація вдівства, смерті та довголіття
На момент смерті її чоловіка в 1972 році у віці 88 років їй було 87, що робить їх найстарішою парою, яка на той час займала Білий дім. Бесс погодився бути почесним головою передвиборної кампанії сенатора Томаса Іглтона (D — Міссурі).
Останнє десятиліття життя Бесс продовжувала спокійно жити в Незалежності, її відвідували дочка та онуки. Померла 18 жовтня 1982 року від застійної серцевої недостатності у віці 97 років; 21 жовтня відбулася приватна панахида. Після цього її поховали поруч із чоловіком у дворі бібліотеки Гаррі Трумена в Індепенденсі, штат Міссурі.
Бесс Трумен залишається першою леді-довгожителькою в історії Сполучених Штатів (97 років), за нею йдуть Розалінн Картер, Ненсі Рейган і леді Берд Джонсон (94 років), Бетті Форд (93 роки) і Барбара Буш (92 роки). Станом на квітень 2022 року Розалін Картер ще жива. Трумен також є другою леді, яка прожила найдовше в історії Сполучених Штатів.

### Цитати
1. 1 2  Caroli B. B. Encyclopædia Britannica
2. 1 2  SNAC — 2010.
3. ↑  LIBRIS — Королівська бібліотека Швеції, 2006.
4. ↑  Identifiants et Référentiels — ABES, 2011.
5. 1 2  Pas L. v. Genealogics — 2003.
6. ↑  Lundy D. R. The Peerage
7. 1 2  Daniel, Clifton Truman (2011). Dear Harry, Love Bess – Bess Truman's Letters to Harry Truman (1919–1943) (PDF). Truman State University Press. с. 1. ISBN 978-1-935503-26-2. Архів оригіналу (PDF) за 1 лютого 2022. Процитовано 23 квітня 2022. [Архівовано 2022-02-01 у Wayback Machine.]
8. 1 2 3 4  Truman: Bess Truman's Biography. www.trumanlibrary.org. Архів оригіналу за 7 листопада 2018. Процитовано 22 жовтня 2016. [Архівовано 2018-11-07 у Wayback Machine.]
9. 1 2  Geselbracht. Young Bess in Hats (PDF). Prologue. Spring 2013. Архів оригіналу (PDF) за 7 березня 2022. Процитовано 23 квітня 2022.
10. ↑  Klapthor, Margaret Brown (1 жовтня 2002). The First Ladies. Government Printing Office. с. 75. ISBN 978-0-912308-83-8. Архів оригіналу за 9 червня 2019. Процитовано 23 квітня 2022.
11. 1 2 3 4 5 6 7  Bess Truman Biography :: National First Ladies' Library. www.firstladies.org. Архів оригіналу за 25 квітня 2012. Процитовано 2 березня 2021. [Архівовано 2012-05-09 у Wayback Machine.]
12. ↑  American Experience: Truman PBS. 1997. Episode 1 of 2.
13. ↑  «24,000 Pages of Bess Truman's Family Papers Are Released» [Архівовано 10 квітня 2022 у Wayback Machine.]. The New York Times/The Associated Press. February 14, 2009.
14. ↑  «Bess Truman» [Архівовано 22 лютого 2014 у Wayback Machine.]. Encyclopædia Britannica's Guide to American Presidents. Retrieved January 15, 2013.
15. ↑  Margolies, Daniel S. (30 липня 2012). A Companion to Harry S. Truman. John Wiley & Sons. с. 37. ISBN 978-1-118-30075-6. Архів оригіналу за 8 червня 2019. Процитовано 23 квітня 2022.
16. ↑  McCullough, David (1992). Truman. New York: Simon & Schuster. с. 78–79. ISBN 978-0-671-86920-5.
17. ↑  Christensen, Lawrence O.; Foley, William E.; Kremer, Gary (October 1999). Dictionary of Missouri Biography. University of Missouri Press. с. 752. ISBN 978-0-8262-6016-1. Архів оригіналу за 12 червня 2019. Процитовано 23 квітня 2022.
18. ↑  Watson, Robert P. (2000). The Presidents' Wives: Reassessing the Office of First Lady. Lynne Rienner Publishers. с. 89. ISBN 978-1-55587-948-8.
19. ↑  Burnes, Brian (1 листопада 2003). Harry S. Truman: His Life and Times. Kansas City Star Books. с. 34. ISBN 978-0-9740009-3-0. Архів оригіналу за 8 червня 2019. Процитовано 23 квітня 2022.
20. ↑  Wertheimer, Molly Meijer (1 січня 2004). Inventing a Voice: The Rhetoric of American First Ladies of the Twentieth Century. Rowman & Littlefield. с. 212. ISBN 978-0-7425-2971-7. Архів оригіналу за 5 червня 2019. Процитовано 23 квітня 2022.
21. ↑  Neal, Steve (2004). Eleanor and Harry: The Correspondence of Eleanor Roosevelt and Harry S. Truman. Kensington Publishing. с. 259. ISBN 978-0-8065-2561-7. Архів оригіналу за 13 червня 2019. Процитовано 23 квітня 2022.
22. ↑  President Johnson signs Medicare Bill on July 30, 1965. Politico. Архів оригіналу за 19 липня 2013. Процитовано 15 грудня 2013.
23. ↑  Beschloss, Michael (2007). Presidential Courage: Brave Leaders and How They Changed America 1789–1989. New York: Simon & Schuster. с. 210. ISBN 978-0-684-85705-3.
24. 1 2  Algeo, Matthew (1 травня 2009). Harry Truman's Excellent Adventure: The True Story of a Great American Road Trip. Chicago Review Press. с. 226. ISBN 978-1-56976-251-6.
25. ↑  Bess Truman Buried. 22 жовтня 1982. Архів оригіналу за 22 квітня 2016. Процитовано 1 серпня 2013.